# VIVA! ACCESS
VIVA! ACCESS（ビバ・アクセス）とは、J-WAVEが2000年4月から2005年3月に放送していたラジオ番組。

## 概要
日中時間帯の「ネット連動型」音楽リクエスト番組として2000年4月に放送を開始。途中情報番組的な色彩を強めた時期もあるが、2004年10月からは再び音楽リクエストを中心に据えた内容に戻った。
リクエストのための電話をしづらいビジネスアワー中のリクエスト番組ということもあってか、インターネットを強く意識した番組作りがなされ、番組Webサイトには当初からBBSが設けられ、リスナー相互やスタッフとの交流がなされていたほか、ミュージシャンのゲストを招いた場合には必ずスタジオライブ、それをサイト上でオンデマンドで試聴できるという特徴もあった。
長らく西麻布および六本木の本社内スタジオからの放送であったが、2003年11月からは、六本木ヒルズ内「けやき坂」に面した「J-WAVE けやき坂スタジオ」からの公開生放送になった。
南がスペインへ語学留学する為、2005年3月末をもって終了。

## 放送時間
- 月曜-木曜 11:30-14:00

## ナビゲーター
- 南美布

### 代理を担当したナビゲーター
南美布が休暇を取る際には、他の人がナビゲーターを担当した（必ずしもすでにJ-WAVEで番組を担当している人物とは限らない）。
以下は、かつて南美布に代わってナビゲーターを担当した人物である。
- キャロル久末
- 大槻りこ
- 落合健太郎
- クリス・ペプラー
- Sascha
- ジョージ・ウィリアムズ
- 中山智保子
- 七尾藍佳
- 福ノ上達也
- ブライアン・バートン＝ルイス

ほか

## 主なコーナー・企画
- CHECK THE HOT 100

J-WAVEのチャート番組 TOKIO HOT 100の前週の内容を、同番組ナビゲーターのクリス・ペプラーの紹介で振り返るコーナー。以前は平日9:00-11:30放送のBOOM TOWN内で放送されていた。
- DAILY YAMAKAGE

リポーター「デイリー・ヤマカゲ」（ヤマカゲヒロオ）による電話リポート。番組内で3回程度放送。
- 欅坂 BEAUTY CLINIC

大高博幸が、リスナーからの美容に関する質問・相談に応じた。月1回放送。
- ROOTS de DON!

ミュージシャンの「ルーツ」となったレコード・CDを挙げ、紹介すると同時に、リスナーへもプレゼントする。2004年10月以降不定期化。
- BIG LEAGUE TODAY

メジャーリーグに関する情報を、日本人選手所属チーム関連の話題を中心に、ニューヨーク他からの中継で伝える。同リーグ公式戦開催中のみ放送。現地レポーターは2003年度担当は福ノ上達也、2004年度担当は小林紀美。ほかにカルロス山崎が出演。
- QUICK ACCESS

日替わりのコメンテイターが、それぞれの得意分野から最新の情報を伝える。上記「欅坂 BEAUTY CLINIC」は元々このコーナーの一部だった。
- LIVE! LIVE! LIVE!

ミュージシャンをゲストに迎えた、スタジオ生演奏。ゲストの来訪自体はコーナー終了後も不定期にある。
- Kampo DOLCE TIME (12:40-12:50)

TOKIO LIFEから継続コーナー。著名人が食後にふさわしい2曲をセレクト。毎月最終週はダブルリクエストと題して、リスナーが2曲リクエストすることができた。なお、金曜日はe-station内でKampo DOLCE TIME　Fridayとして、渋谷のカリスマ店員が2曲選曲していた。コーナーは2001年3月で終了したが、番組開始当初からHall of Nagomiとしてホームページに残すとしていた。
- MUSIC MINING (13:00-13:20)

音楽に徹底的にこだわるコーナー。ゲスト出演もあり。
- Mercian MIDAY SPLASH (13:30-13:50)

お店の宣伝など。

## 参考
- J-WAVEの正午をまたぐ日中時間帯の番組としては、1997年3月まで『GOOD TIMES, LUCY!』（ナビゲーター：ルーシー・ケント）が放送されていた。同番組の終了とともに放送枠が整理され、この時間帯のワイド番組は一旦消滅する形となったが、当番組の開始により再び放送枠が設けられることとなった。
- この番組と同時期、金曜を挟んで土曜日には南がナビゲートする『MONDO! WELT! WORLD!』（モンド・ウェルト・ワールド）が11:30-15:00に編成されていた。
- 2004年12月31日の18:00-24:30には、この番組を核とした特別番組の『VIVA! COUNTDOWN 2005!!』が放送された。

| J-WAVE 月曜-木曜昼のワイド番組          | J-WAVE 月曜-木曜昼のワイド番組 | J-WAVE 月曜-木曜昼のワイド番組 |
| 前番組                                  | 番組名                         | 次番組                         |
| --------------------------------------- | ------------------------------ | ------------------------------ |
| （BOOM TOWN） （TOKIO LIFE） （枠新設） | VIVA! ACCESS                   | M+(MUSIC PLUS)                 |